# Janiralata serrata
Janiralata serrata là một loài chân đều trong họ Janiridae. Loài này được Birstein miêu tả khoa học năm 1963.